# 石垣環
石垣 環（いしがき たまき、1961年〈昭和36年〉1月8日 - ）は、日本の漫画家。青森県青森市出身、東京都八王子市在住。血液型はAB型。主に1980年代半ばから2000年代半ばにかけて活動した。妻は同じ漫画家であるみさきのあ。

## 来歴
大学進学に伴い上京、少女漫画家成田美名子や川原由美子のアシスタントをしながら、小学館『週刊少年サンデー増刊号』にて『因果な関係』でデビュー。
その後出版社を移籍して1988年にJICC出版局よりコンピュータRPG『ウィザードリィ』の漫画版を発表、翌年にはJICC出版局のゲーム雑誌『ファミコン必勝本』にてウィザードリィの背景設定を独自に発展させた『ウィザードリィ外伝』の連載を開始する。
1997年に富士見書房から発売されたトレーディングカードゲーム『モンスター・コレクション』（グループSNE制作）では60点以上のイラストを描き下ろし、同社のホビー雑誌『月刊ドラゴンジュニア』ではモンスター・コレクションを題材にした四コマ漫画を執筆した。
2019年に発行されたウィザードリィをテーマとする同人誌では、デビューからウィザードリィ漫画執筆の経緯についてインタビューに答えている。
2020年10月2日 - 4日に東京都八王子市の八王子オクトーレ11階にある八王子市学園都市センター ギャラリーホール1で初の原画展を開催した。

## 作風
『ウィザードリィ外伝』主要登場人物の造形について、湖川友謙がキャラクターデザインを手掛けたロボットアニメ『聖戦士ダンバイン』の影響を受けていると単行本巻末のインタビューで明かしている。

## 趣味
『魔法の国ザンス』『エターナル・チャンピオンシリーズ』『真世界アンバー』などといったファンタジー小説を一通り読んではいるが、むしろSF小説の方が好みである旨を述べている。

## その他
『ウィザードリィ外伝』執筆の終盤、重度の腱鞘炎と腰痛に悩まされていたことを自身の楽屋オチ漫画で明かしている。

著作に登場する鳳龍虚空斬（）という侍のオリジナル技は、Wizardry Onlineゲーム中でサムライのスキルとして採用された。

## 作品リスト

### 単行本

#### JICC出版局
- ウィザードリィ 第一巻・邂逅編（1988年11月14日）設定協力：ベニー松山
- ウィザードリィ 第二巻・死闘編（1989年2月20日）設定協力：ベニー松山
- ウィザードリィ 第三巻・黎明編（1989年6月30日）設定協力：ベニー松山
- ウィザードリィ外伝 第一部・ギルの迷宮（1990年3月25日）
- ウィザードリィ外伝 第二部・鳳凰の塔[前編]（1990年9月1日）
- ウィザードリィ外伝 第二部・鳳凰の塔[後編]（1991年3月1日）
- ウィザードリィ外伝 第三部・復讐鬼の城[前編]（1991年11月20日）
- ウィザードリィ外伝 第三部・復讐鬼の城[中編]（1992年6月15日）
- ウィザードリィ外伝 第三部・復讐鬼の城[完結編]（1993年3月20日）

### アンソロジー

#### JICC出版局
- ウィザードリィ友の会総集編4コマまんがスペシャル2 （ウィズ外伝実録楽屋落ち編） （1992年9月10日）

#### みのり書房
- ゲームプレイヤーコミックス VOL.1 （うぃざあどりぃいろいろ）（1991年5月30日）
- ゲームプレイヤーコミックス VOL.2 （うぃざあどりぃいろいろ）（1991年9月7日）
- ゲームプレイヤーコミックス VOL.3 （うぃざあどりぃいろいろ）（1992年2月13日）
- ゲームプレイヤーコミックス VOL.4 （うぃざあどりぃいろいろ）（1992年4月13日）
- ゲームプレイヤーコミックス VOL.5 （うぃざあどりぃいろいろ）（1992年6月13日）
- ゲームプレイヤーコミックス VOL.6 （うぃざあどりぃいろいろ）（1992年8月13日）
- ゲームプレイヤーコミックス VOL.7 （うぃざあどりぃいろいろ）（1992年10月13日）

#### 角川書店
- モンコレモンスターズ1（スペル組!ご指名お待ちしてま～す!!）（2001年5月1日）(富士見書房『月刊ドラゴンジュニア』初出)

### 雑誌掲載

#### 小学館
- 因果な関係　（『週刊少年サンデー増刊号』）
- 野球したい!　（『週刊少年サンデー増刊号』）

#### JICC出版局
- ウィザードリィ外伝シリーズ（『ファミコン必勝本』1989年10月号～『HIPPON SUPER!』1993年3月号)

#### 少年画報社
- 沙羅はタイヘン!!（『ヤングキング』1994年№11～14）

#### 富士見書房
- スペル組!ご指名お待ちしてま～す!!(『月刊ドラゴンジュニア』2001年4月号～8月号）

### イラスト提供

#### 富士見書房
- モンスター・コレクション（1997年～2003年）（トレーディングカード図柄）
- モンスター・コレクションTCGをはじめて遊ぶ本（安田均・グループSNE（監修）/富士見書房編集部 (編)　1997年12月1日）（挿絵）
- モンスター・コレクションボードゲーム六門戦記（1999年）（カード図柄）